# Elektronische Aufklärung
Elektronische Aufklärung (EloFm; englisch Electronic Intelligence – ELINT) bezeichnet die Erfassung und Auswertung von elektromagnetischen Ausstrahlungen, die nicht zur Kommunikation genutzt werden wie Ortungs-, Leit-, Lenk- und Navigationssysteme mit dem Ziel, Erkenntnisse zu gewinnen. Zusammen mit der Fernmeldeaufklärung (FmAufkl; englisch Communications Intelligence – COMINT) und mitunter der Foreign Instrumentation Signals Intelligence (FISINT) wird sie unter den Oberbegriff Fernmelde- und Elektronische Aufklärung (Fm/EloAufkl; englisch SignalsIntelligence – SIGINT) gefasst. Im Gegensatz zu den elektronischen Unterstützungsmaßnahmen (EloUM), die vorrangig dem unmittelbaren Schutz dienen, steht bei der elektronischen Aufklärung die Informationsgewinnung im Vordergrund. Plattformen für die elektronische Aufklärung können Luftfahrzeuge, Satelliten, Schiffe sowie mobile oder ortsfeste bodengebundene Systeme sein. Die gewonnenen Erkenntnisse können in einem Aufklärungsverbund als Beitrag zum militärischen Gesamtlagebild zur Verfügung gestellt werden.

## Arten
Elektronische Aufklärung lässt sich in zwei Unterkategorien aufteilen.

### Operational ELINT
ELINT im Einsatz (Operational ELINT – OPELINT) dient der Gewinnung von Informationen über den Standort, die Bewegung, den Einsatz und die Aktivitäten von Strahlungsquellen und zugleich über die zugehörigen Einheiten/Verbände und Waffensysteme eines Gegners. Neben explizit für diese Aufgabe vorgesehene Plattformen werden Waffensysteme mit Empfängern ausgerüstet, die gewonnene Daten direkt für taktische Selbstschutzmaßnahmen (zum Beispiel Ausweichmanöver) und elektronische Gegenmaßnahmen nutzen.

### Technical ELINT
Technische elektronische Aufklärung (Technical ELINT – TECHELINT) befasst sich mit Signalcharakteristiken, Einsatzarten, Funktionalitäten, Stärken und Schwächen von Emittern. Sie wird meist mit spezialisierten Aufklärungsplattformen durchgeführt.

## Erfassung von Radarsystemen
Eine häufige Anwendung findet ELINT im Bereich der Aufklärung der gegnerischen Luftverteidigung, da diese sowohl zur Erstellung der Luftlage als auch zur (Vor-)Einweisung von Flugabwehrsystemen meist auf den Einsatz von Radar-Systemen aufbaut. Zur Aufklärung der Strahler werden alle verfügbaren ELINT-Systeme genutzt. Diese sind mit passiven Sensoren bestückt, die beispielsweise auf die Frequenzbänder der gegnerischen Radargeräte eingestellt werden. So kann sowohl der Typ als auch der aktuelle Standort dieser Systeme ermittelt werden. Ferner kann zeitnah festgestellt werden, in welchem Modus sich ein System befindet, ob es beispielsweise noch im Such- oder bereits im Zielverfolgungsmodus ist.
Frühe ELINT-Geräte waren:
- der Radardetektor NAXOS. Mit ihm konnten deutsche Nachtjäger Emissionen des britischen H2S - Radares erfassen und so die Bomber finden.
- das Passiv-Zielsuchgerät FuG 227 „Flensburg“ zur Verfolgung von Bombern, die mit dem englischen Monica - Abstandswarngerät ausgerüstet waren.

## Beispiele für ELINT-Plattformen der Bundeswehr
Eine luftgestützte ELINT-Plattform der Bundeswehr war die Breguet 1150 M Atlantic in der Messversion, welche durch die unbemannte EuroHawk ersetzt werden sollte. Stattdessen wurde im Rahmen des PEGASUS-Projektes jedoch die Bombardier Global 6000 als zukünftiges Trägerflugzeug ausgewählt. Auch der ECR Tornado kann, insbesondere zur Aufklärung gegnerischer Flugabwehrsysteme, in der ELINT-Rolle eingesetzt werden.
Der Transportpanzer Fuchs mit dem Peiler-Rüstsatz kann den Standort gegnerischer Sendestationen des Truppenfunks ermitteln.
Die Marine betreibt Flottendienstboote, die unter anderem Aufklärung im elektromagnetischen Spektrum betreiben.